# The Core
 The Core és una pel·lícula britànico-estatunidenca dirigida per Jon Amiel, estrenada el 2003.

## Argument
Sense que se sàpiga per què, el nucli intern de la Terra gira sobre ell mateix creant així un camp magnètic constant. De cop i volta, el camp magnètic desapareix. Aquest fenomen provoca una sèrie d'accidents espectaculars sobre tota la superfície del globus: a Bòston, una trentena de vianants equipats amb marcapassos moren brutalment en un llamp de 500 metres; a San Francisco, els cables del Golden Gate Bridge, sotmesos a radiacions intenses, cedeixen en pocs minuts, precipitant en el buit un grapat d'automobilistes; a Londres, els coloms de Trafalgar Square, desorientats, es llancen en massa sobre la multitud, els vehicles i els immobles; a Roma, milers de turistes assisteixen amb horror a la desintegració del Coliseu… Mentrestant, el govern dels Estats Units s'hi fica i crida a Josh Keyes, geofísic, i a un equip de savis i d'especialistes en l'espai. Aquest equip de xoc té com a missió penetrar en les profunditats de la Terra per tal de reactivar el nucli amb l'ajuda d'explosions nuclears. Però ho han de fer de pressa abans d'una destrucció total del nostre planeta.

## Repartiment
- Aaron Eckhart: el doctor Josh Keyes
- Hilary Swank: la major Rebecca "Beck" Childs
- Tchéky Karyo: el doctor Serge Leveque
- DJ Qualls: Taz "Rat" Finch
- Delroy Lindo: el doctor Ed "Braz" Brazzleton
- Bruce Greenwood: el comandant Iverson
- Stanley Tucci: el doctor Conrad Zimsky
- Richard Jenkins: el general Thomas Purcell
- Alfre Woodard: Stickley
- Anthony Harrison: un agent de l'FBI
- Nathaniel DeVeaux: un agent de l'FBI
- Ray Galletti: Paul
- Eileen Pedde: Lynne
- Rekha Sharma: Danni
- Christopher Shyer: Dave Perry
- Matt Winston: Luke Barry

## Al voltant de la pel·lícula
- El rodatge va començar el 10 de desembre de 2001 i es va desenvolupar a Burnaby, Dumont Dunes, Everett, Londres, Reno, Roma, San Francisco, Surrey, Vancouver, Victoria, Wendover i Winnipeg.
- L'aturada del camp magnètic de la Terra que és la base del guió de la pel·lícula correspon a un temor real. En efecte, segons el doctor Sten Odenwald, de la Universitat Harvard: "I si el camp magnètic de la Terra s'alterés bruscament ? Com que això té lloc més o menys cada 250.000 anys, les conseqüències en serien espectaculars. Ara bé, els físics ja han començat a observar una debilitació de la radiació magnètica terrestre, i ignoren si es tracta d'un fenomen passatger o del signe precursor d'esdeveniments infinitament més dramàtics".
- La pel·lícula ha suscitat moltes reserves pel que fa als seus aspectes científics i tècnics. Per exemple, per a Roland Lehoucq, Fusion

| « | mostra... les concepcions errònies de lleis de la física [..] de les proeses tècniques ridícules i de pures invencions científiques | » |

. Igualment, segons l'IMDB, el curs de les ciències de la Terra de la Universitat de Colúmbia Britànica (EOSC 310) utilitza la pel·lícula com a eina pedagògica analitzant les concepcions científiques fantàstiques sobre les quals es basa.
- Els efectes digitals molt presents a la pel·lícula han estat realitzades per tres països europeus: França, Anglaterra i Itàlia.
- En una escena, un dels personatges indica que el vehicle que partirà cap a les profunditats de la Terra ha estat construït d'unobtainium, literalment de l'"inobtenible", que és un material fictici inventat pels seguidors de ciència-ficció per descriure tota matèria que té propietats impossibles.

## Banda original
- Echelon, interpretat per 30 Seconds to Mars
- Weren't You the One, interpretat per Sherry Williams
- Sunblind, interpretat per BT i Jan Johnston